# Alain Giresse
Alain Giresse (Langoiran, 1952. augusztus 2. –) Európa-bajnok és világbajnoki bronzérmes francia labdarúgó, középpályás, majd edző.